# Motorway M42
La motorway M42 è un'autostrada del Regno Unito che collega Bromsgrove a Kegworth. L'autostrada è lunga 88,5 km.

## Percorso
|      |                                                                                                   |                                                                   |        |                |  |
| Tipo | Direzione                                                                                         | Direzione                                                         | Uscita | Strada europea |  |
|      | Bromsgrove                                                                                        | Kegworth                                                          |        |                |  |
|      | The SOUTH WEST, Worcester M5 (S) - The NORTH WEST, Birmingham (W, N & C), Stourbridge (M6) M5 (N) |                                                                   | 4A     |                |  |
|      | Bromsgrove A38                                                                                    |                                                                   | 1      |                |  |
|      | Birmingham (S) A441, area di servizio "Hopwood Park"                                              | Birmingham (S) A441, area di servizio "Hopwood Park"              | 2      |                |  |
|      | Birmingham (S), Redditch, Evesham A435                                                            | Birmingham (S), Redditch, Evesham A435                            | 3      |                |  |
|      | Shirley A34                                                                                       | Shirley A34                                                       | 4      |                |  |
|      | Solihull A41                                                                                      | Solihull A41                                                      | 5      |                |  |
|      | Birmingham (E), Station, Airport, NEC, Coventry (S & W) A45                                       | Birmingham (E), Station, Airport, NEC, Coventry (S & W) A45       | 6      |                |  |
|      |                                                                                                   | The NORTH WEST, Birmingham (C & N) M6 (N) London, Coventry M6 (S) | 7&7A   |                |  |
|      | London (N & E) (M1), Coventry (N & E) M6                                                          |                                                                   | 7A     |                |  |
|      | Birmingham (C, E, N & W) M6 (N)                                                                   |                                                                   | 8      |                |  |
|      |                                                                                                   | The NORTH WEST, Cannock, Lichfield M6 Toll                        | 8A     |                |  |
|      | The NORTH WEST M6 Toll, Coleshill A446, A4097                                                     | A4097, A446"                                                      | 9      |                |  |
|      | Nuneaton, Tamworth A5, Lichfield (A38), area di servizio "Tamworth"                               | Nuneaton, Tamworth A5, area di servizio "Tamworth"                | 10     |                |  |
|      | Nuneaton A444                                                                                     | Burton-upon-Trent, Measham A444                                   | 11     |                |  |
|      | Snarestone, Maesham B4116                                                                         | Snarestone B4116, Ashby                                           | 12     |                |  |
|      | Ashby, Burton, Coalville A511                                                                     | Ashby, Coalville, Leicester A511, Loughborough A512               | 13     |                |  |
|      |                                                                                                   | Castle Donington A453                                             | 14     |                |  |
|      |                                                                                                   | East Midlands Airport, Nottingham (S), Derby (A6) A453            | 23A    |                |  |
|      |                                                                                                   | The NORTH, Nottingham (N) M1                                      | 23A    |                |  |